# Bayern de Munique 1–2 Norwich City
Bayern de Munique 1–2 Norwich City foi uma partida de futebol, disputada no Estádio Olímpico, em Munique, em 19 de outubro de 1993, válida pela segunda fase da Copa da UEFA de 1993–94. Jeremy Goss e Mark Bowen marcaram os gols do Norwich e Christian Nerlinger o do Bayern; todos os três gols foram marcados no primeiro tempo. O primeiro gol do jogo, o de Goss, foi um voleio de fora da área, e é considerado o melhor gol da história do Norwich, e a vitória sobre o Bayern é considerada como o auge da história do clube.
O Norwich se classificou para a Copa da UEFA desta temporada depois de terminar em terceiro na temporada inaugural da Premier League, enquanto o Bayern encerrou sua campanha anterior na Bundesliga de 1992–93 em segundo lugar. Este foi o terceiro jogo do Norwich em competições oficiais no futebol europeu, depois de derrotar o SBV Vitesse por 3–0 no agregado na primeira fase. Por outro lado, o Bayern de Munique disputava a 185.ª eliminatória em competições europeias e progrediu para a segunda fase com uma vitória por 7–3 no agregado contra o FC Twente.
O resultado do jogo foi uma enorme surpresa no futebol europeu; foi a única vitória de um clube britânico contra o Bayern de Munique no Estádio Olímpico. O fato do Norwich ter infligido a derrota foi surpreendente: o Norwich era um "mero bebê nesse nível [de competição]" e, segundo Goss, "não há dúvida de que o Bayern supôs que seria fácil [vencê-los]". A revista esportiva alemã Kicker criticou a abordagem do Bayern à partida.
O jogo da volta foi disputado em 3 de novembro de 1993, e terminou em um empate por 1–1, o que significou que o Norwich venceu no agregado por 3–2. Na terceira fase, o Norwich foi derrotado pela Inter de Milão por 2–0 no agregado, que acabou por ser a campeã da competição. O Norwich terminou a temporada doméstica em 12.º lugar na Premier League, enquanto que o Bayern de Munique venceu a Bundesliga, um ponto à frente do Kaiserslautern.